# Европско првенство у атлетици у дворани 1982 — скок удаљ за жене
Такмичење у скоку удаљ у женској конкуренцији на 13. Европском првенству у атлетици у дворани 1982. године одржано је 6. марта  уМилану (Италија).
Титулу европске првакиње освојену на Европском првенству у дворани 1981. у Греноблуу бранила је  Карин Хенел из Западне Немачке.

## Земље учеснице
Учествовало је 7. скакачица удаљ из 6 земаља.
1. Данска (1)
2. Западна Немачка (2)
3. Источна Немачка (1)
4. Италија (1)
5. Румунија (1)
6. Совјетски Савез (1)

## Рекорди
| Рекорди пре почетка Европског првенства у дворани 1982.     | Рекорди пре почетка Европског првенства у дворани 1982. | Рекорди пре почетка Европског првенства у дворани 1982. | Рекорди пре почетка Европског првенства у дворани 1982. | Рекорди пре почетка Европског првенства у дворани 1982. | Рекорди пре почетка Европског првенства у дворани 1982. |
| ----------------------------------------------------------- | ------------------------------------------------------- | ------------------------------------------------------- | ------------------------------------------------------- | ------------------------------------------------------- | ------------------------------------------------------- |
| Светски рекорд                                              | Светлана Зорина                                         | Совјетски Савез                                         | 6,83                                                    | Виљнус, Совјетски Савез                                 | 17. јануар 1982.                                        |
| Европски рекорд у дворани                                   | Светлана Зорина                                         | Совјетски Савез                                         | 6,83                                                    | Виљнус, Совјетски Савез                                 | 17. јануар 1982.                                        |
| Рекорди европских првенстава у дворани                      | Карин Хенел                                             | Западна Немачка                                         | 6,70                                                    | Гренобл, Француска                                      | 21. фебруар 1981.                                       |
| Најбољи светски резултат сезоне у дворани                   | Светлана Зорина                                         | Совјетски Савез                                         | 6,77                                                    | Вилњус, Совјетски Савез                                 | 17. јануар 1982.                                        |
| Најбољи европски резултат сезоне у дворани                  | Светлана Зорина                                         | Совјетски Савез                                         | 6,77                                                    | Вилњус, Совјетски Савез                                 | 17. јануар 1982.                                        |
| Рекорди после завршеног Европског првенства у дворани 1981. |                                                         |                                                         |                                                         |                                                         |                                                         |
| Нових рекорда није било.                                    |                                                         |                                                         |                                                         |                                                         |                                                         |

## Најбољи европски резултати у 1982. години
Десет најбољих европских такмичарки у бацању кугле у дворани 1982. године пре почетка првенства 5. marta 1982), имале су следећи пласман на европској и светској ранг листи. (СРЛ) 
| 1.    | Светлана Зорина       | Совјетски Савез | 6,83 | 17. јануар | 1. СРЛ |
| 2.    | Маргарита Буткиене    | Совјетски Савез | 6,77 | 10. јануар | 2. СРЛ |
| 3.    | Анита Стукан          | Совјетски Савез | 6,62 | 17. јануар | 3. СРЛ |
| 4.    | Валентина Гришченкова | Совјетски Савез | 6,59 | 30. јануар | 4. СРЛ |
| 5.    | Галина Јегорова       | Совјетски Савез | 6,56 | 6. јануар  | 5. СРЛ |
| 6.    | Хајке Дуве            | Источна Немачка | 6,56 | 23. јануар | 6. СРЛ |
| 7.    | Ангела Фојгт          | Источна Немачка | 6,50 | 31. јануар | 9. СРЛ |
| 8÷10. |                       |                 |      |            |        |

Такмичарке чија су имена подебљана учествовале су на ЕП.

## Освајачице медаља
|                               |                             |                       |
| Сабине Евертс Западна Немачка | Карин Ханел Западна Немачка | Вали Јонеску Румунија |

## Резултати

### Финале
Одржано је само финално такмичење јер је укупно учествовало 7 атлетичарки.
| Пласман | Атлетичарка       | Земља           | ЛР      | ЛРС  | Резултат | Белешка |
| ------- | ----------------- | --------------- | ------- | ---- | -------- | ------- |
|         | Сабине Евертс     | Западна Немачка | 6,54    |      | 6,70     |         |
|         | Карнн Хенел       | Западна Немачка | 6,77    |      | 6,54     |         |
|         | Вали Јонеску      | Румунија        | 6,75    | 6,75 | 6,52     |         |
| 4.      | Светлана Зорина   | Совјетски Савез | 6,83 СР | 6,83 | 6,43     |         |
| 5.      | Хајке Дрекслер    | Источна Немачка | 6,52    |      | 6,33     |         |
| 6.      | Дорте Расмусен    | Данска          |         |      | 6,24     |         |
| 7.      | Патриција Паулото | Италија         |         |      | 6,12     |         |

Подебљани лични рекорди су и национални рекорди земље коју атлетичарка представља

## Укупни биланс медаља у скоку удаљ за жене после 12. Европског првенства у дворани 1970—1982.
|     | Земља                |    |    |    |    |
| --- | -------------------- | -- | -- | -- | -- |
| 1.  | Западна Немачка      | 4  | 4  | 2  | 10 |
| 2.  | Чехословачка         | 2  | 3  | 1  | 6  |
| 3.  | Румунија             | 2  | 0  | 3  | 5  |
| 4.  | Пољска               | 1  | 1  | 2  | 4  |
| 5.  | Совјетски Савез      | 1  | 1  | 1  | 3  |
| 5.  | Швајцарска           | 1  | 1  | 1  | 3  |
| 5.  | Источна Немачка      | 1  | 1  | 1  | 3  |
| 8.  | Бугарска             | 1  | 0  | 0  | 1  |
| 9.  | Мађарска             | 0  | 2  | 0  | 2  |
| 10. | Уједињено Краљевство | 0  | 0  | 1  | 1  |
| 10. | Шведска              | 0  | 0  | 1  | 1  |
|     | Укупно {10}          | 13 | 13 | 13 | 39 |

|    | Атлетичарка         | Земља           |   |   |   |   |
| -- | ------------------- | --------------- | - | - | - | - |
| 1. | Јармила Нигринова   | Чехословачка    | 2 | 3 | 1 | 6 |
| 2. | Мета Антенен        | Швајцарска      | 1 | 1 | 1 | 3 |
| 3. | Хајде Розендал      | Западна Немачка | 1 | 1 | 0 | 2 |
| 3. | Лидија Алфејева     | Совјетски Савез | 1 | 1 | 0 | 2 |
| 3. | Карин Хенел         | Западна Немачка | 1 | 1 | 0 | 2 |
| 6. | Виорика Вископољану | Румунија        | 1 | 0 | 1 | 2 |
| 6. | Сабине Евертс       | Западна Немачка | 1 | 0 | 1 | 2 |
| 8. | Илдико Ердељи       | Мађарска        | 0 | 2 | 0 | 2 |
| 9. | Мирослава Сарна     | Пољска          | 0 | 0 | 2 | 2 |